# Sean Rudder
Pour les articles homonymes, voir Rudder.

a Compétitions nationales et continentales officielles uniquement.

Sean Rudder est un joueur de rugby à XIII de l'équipe des Dragons Catalans. Il évoluera dans ce club durant la saison 2006 de Super League, au poste de 3e ligne. Actuellement, il joue dans l'équipe des Newtown Jets.

## Anciens clubs
- Newcastle Knights
- Castleford Tigers

## Mutations
- Avant 2003 :
- Saison 2004 : Castleford Tigers
- Saison 2004/2005 : Union Treiziste Catalane
- Saison 2006 : Dragons Catalans
- Après 2006 : Sydney Roosters
- Actuellement : Newtown Jets